# Litoria multiplica
Litoria multiplica (tên tiếng Anh: Kassam Treefrog) là một loài ếch thuộc họ Pelodryadidae.
Đây là loài đặc hữu của Papua New Guinea.
Môi trường sống tự nhiên của chúng là vùng núi ẩm nhiệt đới hoặc cận nhiệt đới, sông ngòi, và rừng trước đây suy thoái nghiêm trọng.
Chúng hiện đang bị đe dọa vì mất môi trường sống.